# Arclid
Arclid is een civil parish in het bestuurlijke gebied Cheshire East, in het Engelse graafschap Cheshire met 276 inwoners.